# تکه‌کاغذ (ترانه)
«تکه‌کاغذ»(زخم ایجاد شده با لبه کاغذ) (به انگلیسی: Papercut) سومین تک‌آهنگ و اولین آهنگ از نظریه دورگه اولین آلبوم رسمی لینکین پارک است. این ترانه تا شمارهٔ ۱۴ جدول تک‌آهنگهای بریتانیا سال ۲۰۰۱ پیش رفت و به مدت ۶ هفته هم در جدول ماند.
همینطور توانست به رتبهٔ ۳۲ در جدول بهترینهای مدرن راک در سال ۲۰۰۲ برسد.
ترانهٔ تکه کاغذ یک ریمیکس هم در آلبوم "ری-انیمیشن" به نام "Ppr:Kut" دارد.

## موزیک ویدئو
این ویدئو در ۲۸-ام آوریل ۲۰۰۱ توسط ناتان کاکس و جو هان کارگردانی شده که اولین بار در انگلستان به صورت رسمی منتشر شد و تا قبل از اجرای گروه در تور Family values در آمریکا منتشر نشده بود. این ویدئو ظاهراً در یک خانه روح زده با نور اندک با یک تابلو که تصویر کاور آلبوم Xero است که شب قبل ساخت این ویدئو توسط مایک شینودا طراحی شده‌است.
در سمت چپ این اتاق یک آشپرخانه متروکه وجود دارد که شبیه به اتاق‌های انفرادی افراد پارانوی است و در آن یک موجود (یک مرد آبی رنگ) در یک وان وجود دارد که با کلماتی که توسط گروه بیان می‌شود عکس‌العمل نشان داده و حرکات غیرعادی انجام می‌دهد. در سمت راست این اتاق یک آزمایشگاه متروکه‌است که در آن یک موجود عجیب وجود دارد و در اواسط ویدئو از خودش حشراتی که بیشتر شبیه به سنجاقک هستند آزاد می‌کند و موجود داخل اتاق سعی می‌کند به بیرون (روی تصویر داخل تابلو و دیوار کناری) فشار بیاورد و بیرون بیاید. در صحنه بعد بینی و چشم چپ راب بوردون کشیده می‌شود و در انتهای ویدئو همه چیز به حالت اول برمی‌گردد و فقط حشرات سبز رنگ (سنجاقک‌ها) در سراسر اتاق وجود دارند.
در این ویدئو بنینگتون و شینودا و هان ایستاده و سایر اعضای گروه روی مبلی نشسته‌اند و دیو "فینیکس" فارل و برد دلسون گیتار آکوستیک در دست دارند. گفته می‌شود مرد آبی رنگ که در اتاق کناری وجود دارد از فیلم Jacob's Ladder الهام گرفته شده..

## رتبه در جدول
| جدول                           | رتبه در جدول |
| ------------------------------ | ------------ |
| جدول تک‌آهنگهای لهستان          | ۳۲           |
| جدول بهترینهای مدرن راک امریکا | ۳۲           |